# Mimela epipleurica
Mimela epipleurica är en skalbaggsart som beskrevs av Ohaus 1930. Mimela epipleurica ingår i släktet Mimela och familjen Rutelidae. Inga underarter finns listade i Catalogue of Life.